# Sigismund de Bosniacki

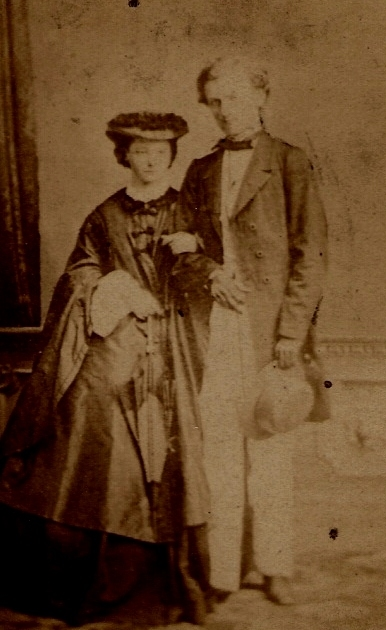
Sigismund de Bosniacki mit seiner ersten Ehefrau Amalie, geb. Walter von Waltenau

Sigismund (Zygmunt Grzymała) de Bosniacki (*  29. März 1837 in Krosno; † 23. Juli 1921 in San Giuliano Terme) war ein polnischer Arzt, Botaniker, Geologe und Paläontologe.

## Leben
Sigismund wurde in Krosno als Sohn des Bürgermeisters Jan Bośniacki und seiner Frau Franciszka geb. Janicka geboren. Das Gymnasium besuchte er in Krakau und 1856 begann er ebendort an der Jagiellonen-Universität mit dem Medizinstudium, das er 1862 mit der Doktorwürde abschloss. Er arbeitete anschließend als Badearzt. Seine erste Frau, Amalie, geb. Walter von Waltenau, unterstützte ihn nach Kräften. Als er am Januaraufstand 1863/1864 teilnahm, geriet er in russische Gefangenschaft. Amalie gelang es mit großem Einsatz, ihn vor dem Abtransport nach Sibirien zu retten.
Als ihn einer der Badegäste, die Gräfin Eliza Tuszowska, einlud, sie nach Italien zu begleiten, sagte er zu. Um die Jahreswende 1873/74 reiste er mit ihr in die Toscana ab. Er kaufte zwischen Asciano und San Giuliano Terme das Grundstück Monte delle Fate und ließ dort die Villa Belvedere (Villa Bosniacki) erbauen. Hier lebte er zusammen mit Elżbieta, geb. Rulikowska, die er nach dem Ableben seiner ersten Frau Amalie heiratete, bis zu deren Tod im Jahr 1904. Sie sowie der „Cavaliere Sigismondo de Bosniaski“, der ebendort 1921 starb, sind in einer Gruft auf dem Friedhof Camposanto Suburbano Pisano bestattet.

## Karriere
De Bosniacki liebte seit seiner Jugend die Natur. Seine erste Arbeit befasste sich mit Moosen und Torfen der Regionen Tatra, Pieninen und Beskiden. Die Themenwahl ließ schon erahnen, wo sein Hauptaugenmerk liegen würde. Im Bad Iwonicz, wo er anfing als Badearzt zu arbeiten, begann er sogleich, die nahen Karpaten nach geologischen und paläontologischen Besonderheiten abzusuchen. Sein Hauptinteresse gehörte den paläo-ichtyologischen Funden und der Ichtyofauna. Als Naturliebhaber durchwanderte er viele Gebirgsregionen seiner Heimat. Am 11. August 1855 erklomm er (als einer der ersten Bergsteiger überhaupt) zusammen mit Wojciech Grzegorzek die Gerlachspitze. Auch andere Gipfel der Hohen und Niederen Tatra bestieg er, z. B. den Krivan und die Lomnitzer Spitze. 

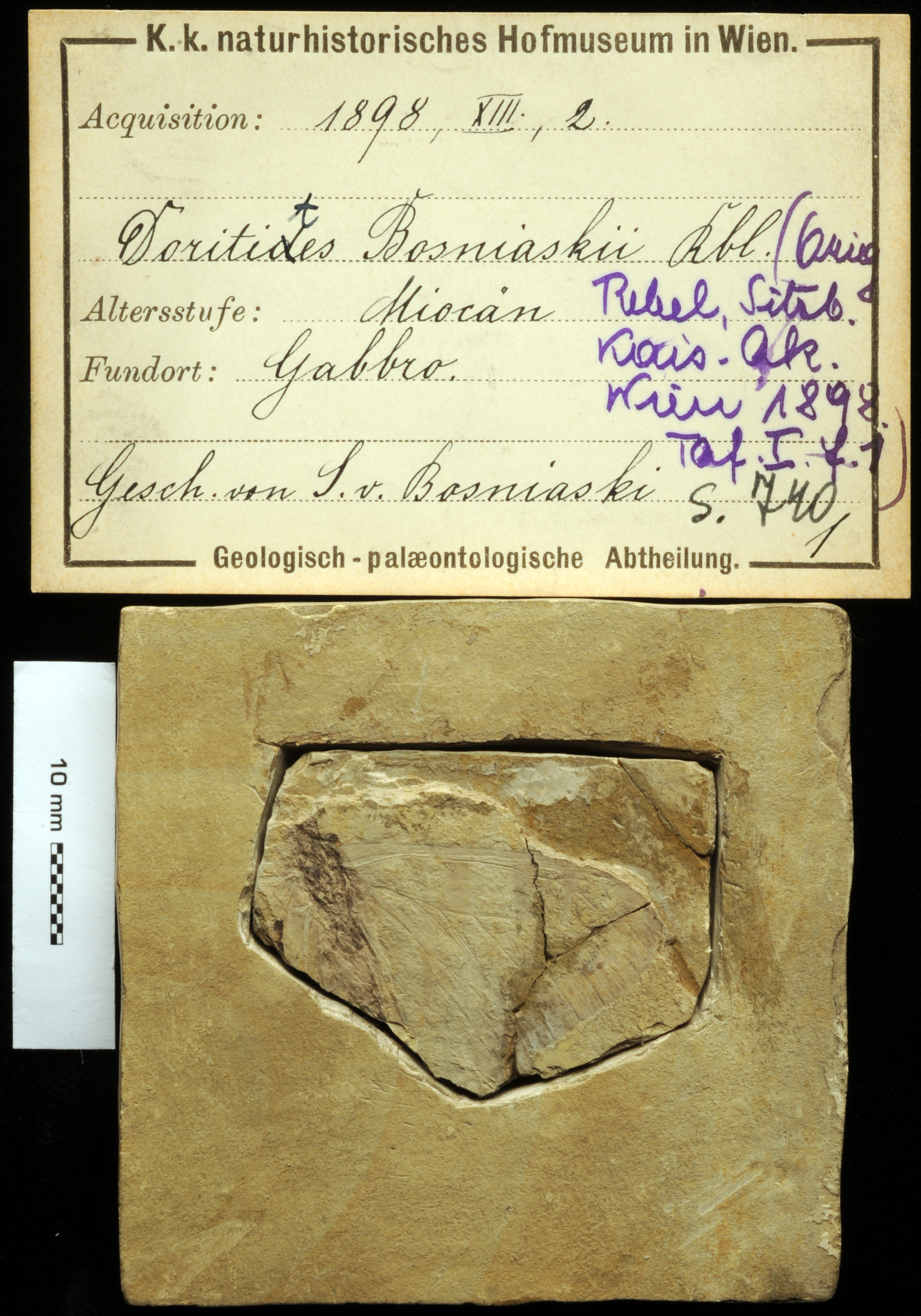
Fossiler Schmetterling aus dem Miozän von Gabbro, Toskana, Italien. Von Sigismund de Bosniacki 1898 geschenkt an das Naturhistorische Museum Wien.

Ab 1863 war de Bosniacki Mitglied der Zoologisch-Botanischen Gesellschaft Wien. In der Hauptstadt des Kaiserreiches verbrachte er die Jahre 1869–70, als er sein Buch Fischfauna der Karpatischen Schiefer zum Druck vorbereitete. Ein kleiner Teil seiner Sammlung (sieben fossile Fische aus dem Oligozän von Iwonicz-Zdrój, Polen und  sechs fossile Schmetterlinge aus dem Miozän von Gabbro, Toskana, Italien) befinden sich im Naturhistorischen Museum Wien. 
Um den Kurort Iwonicz, wo er ab 1865 tätig war, erwarb er sich ebenfalls Verdienste. Er forschte nach weiteren Mineralquellen, und eine dieser Quellen wurde nach ihm „Zygmunt“ benannt.
In Pisa pflegte er seine paläontologische Leidenschaft weiter, wie auch Kontakte zu Wissenschaftlern der Universitäten Krakau und Pisa, insbesondere mit Giuseppe Meneghini, Professor für Geologie und Mineralogie, und dem polnischen Dichter Teofil Lenartowicz. De Bosniacki war von 1875 bis 1916 Mitglied der toskanischen Gesellschaft der Naturwissenschaften (Società Toscana di Scienze Naturali). Anlässlich des Geologischen Kongresses, der im Jahre 1895 in Lucca stattfand, konnte De Bosniacki seine riesige paläontologische Sammlung in den Räumlichkeiten des Casino delle Terme di San Giuliano der Öffentlichkeit vorstellen. Seine wertvollen Sammlungen von ca. 4.500 Objekten kaufte nach seinem Tod das Geologische Museum der Universität Pisa.